# Aeropuerto Internacional de Carrasco
Carrasco International Airport is de internationale luchthaven van Montevideo, de hoofdstad van Uruguay. Het is de grootste luchthaven van het land en is gelegen in de wijk 'Carrasco', waaraan de luchthaven zijn naam ontleent.

## Geschiedenis

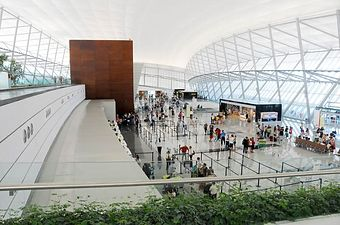
De incheckhal

De oorspronkelijke passagiersterminal, die nu in gebruik is als vrachtterminal, werd in gebruik genomen in 1947.
In 2003 bracht de Uruguayaanse overheid het beheer, de exploitatie en het onderhoud van de luchthaven onder bij de private investeringsgroep Puerta del Sur S.A., die sindsdien geïnvesteerd heeft in een aantal verbeteringen aan de luchthaven.
Op 3 februari 2007 begon de bouw van een nieuwe terminal. De nieuwe terminal, ontworpen door de in Uruguay geboren architect Rafael Viñoly, heeft een capaciteit van 3 miljoen passagiers per jaar en biedt plaats aan een veel grotere parkeerplaats gebouwd voor meer dan 1200 auto's. Dit nieuwe terminalgebouw heeft vier 'slurven': aparte verdiepingen voor aankomst en vertrek en een groot spottersterras op de bovenste verdieping. De terminal heeft ruimte voor uitbreiding met twee extra slurven indien nodig en een maximale capaciteit van 6 miljoen passagiers per jaar voordat het gebouw opnieuw uitbreiding nodig heeft. De nieuwe terminal werd op 5 oktober 2009 geopend, en de officiële activiteiten begonnen op 29 december 2009. Er werd ook een nieuwe $ 15.000.000 kostende vrachtterminal gebouwd.
Landingsbaan 24/06 is versterkt en verlengd tot 3.200 meter (10.499 voet), waardoor luchtvaartmaatschappijen non-stopvluchten naar de Verenigde Staten en Europa kunnen uitvoeren. Landingsbaan 19/01 werd verlengd tot 2250 meter (7382 voet) en de voormalige landingsbaan 10/28 (zelden gebruikt) is definitief gesloten omdat de nieuwe terminal dwars door deze baan loopt.

## Statistieken
| jaar | goederen (tonnen) | passagiers |
| ---- | ----------------- | ---------- |
| 2004 | 996.106           |            |
| 2005 | 1.061.337         |            |
| 2006 | 1.102.299         |            |
| 2007 | 1.168.199         |            |
| 2008 | 1.236.415         | 25.445     |
| 2009 |                   |            |
| 2010 | 1.654.270         | 26.149     |
| 2011 | 1.913.734         | 24.712     |
| 2012 | 1.761.783         | 24.633     |
| 2013 | 1.561.940         | 24.700     |
| 2014 | 1.671.437         | 27.395     |

## Transport over de grond
De luchthaven ligt op 19 km van het centrum van Montevideo. Er zijn drie busmaatschappijen, diverse particuliere taxidiensten en trein/metrodiensten die de luchthaven met zowel Montevideo als met Punta del Este verbinden. De reistijd naar Montevideo met de auto is ongeveer 20 minuten, terwijl dit met de bus 1 uur en 15 minuten is. De kosten van de reis zijn afhankelijk van de bestemming en of dit is geregeld in de luchthaven of online geboekt is.

## Andere faciliteiten
De 'Oficina de Investigación y Prevención de Accidentes e Incidentes de Aviación (OIPAIA) van de nationale luchtvaartveiligheidsraad van Uruguay heeft haar hoofdkantoor op het terrein van de luchthaven.

## Ongelukken en incidenten
- 18 september 1957: een Convair 440-62 van Real Transportes Aéreos, die gehuurd was van Transportes Aéreos Nacional, verongelukte tijdens het vliegen van Porto Alegre naar Montevideo tijdens touchdown-oefeningen in Montevideo. Toen het vliegtuig een nachtlandingsprocedure in mistige omstandigheden uitvoerde, kwam het vliegtuig 1030 m voor de landingsbaan neer, waardoor het linker en middelste landingsgestel een aarden wal raakten die grensde aan een snelweg. De rechtervleugel raakte de grond en verderop verloor het vliegtuig beide propellers. De rechtervleugel brak vervolgens af. Eén bemanningslid overleed.
- 20 juli 1972: tijdens een vlucht van een Aerotransportes Entre Rios van Montevideo naar Santiago de Chile raakte een Canadair CC-106 Yukon vermist. De 5 bemanningsleden zijn omgekomen.
- 6 juni 2012: een Air Class Líneas Aéreas Fairchild SA227AC Metro III, met registratie 'CX-LAS', verdween ten zuiden van Isla de Flores, tijdens het uitvoeren van een vrachtvlucht voor DHL van Montevideo naar Buenos Aires.[2] Delen van het vliegtuig zijn door een duiker op ongeveer 1,9 km ten zuiden van Isla de Flores gevonden op 20 juli 2012.